# Strijdtoneel

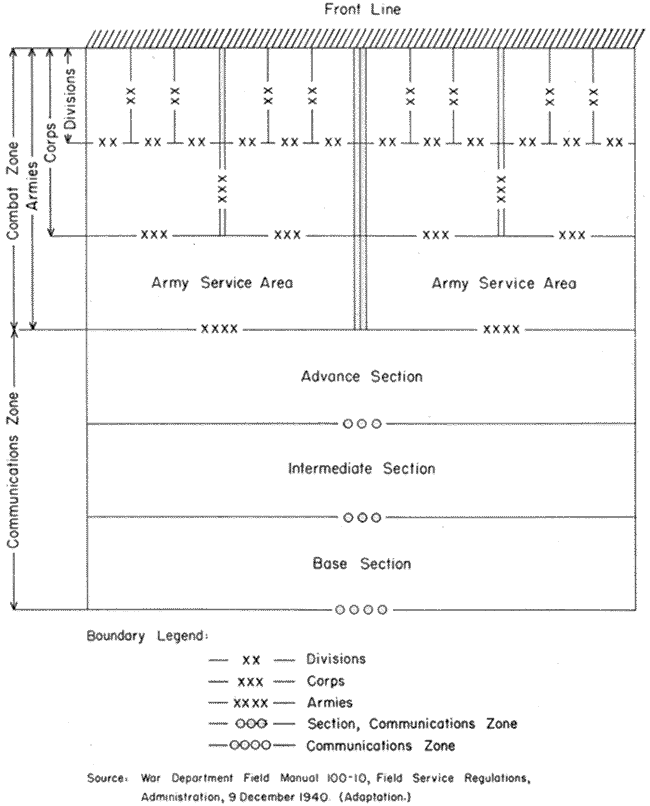
Een schematisch overzicht van een Amerikaans strijdtoneel uit 1940.

Een strijdtoneel is, binnen een militaire context, een bepaald gebied waarin strijdkrachten worden verplaatst en worden ingezet in krijgshandelingen tussen twee of meer strijdende partijen. Een strijdtoneel kan zowel het grondgebied, het luchtruim en de territoriale wateren beslaan, alsook een combinatie hiervan. Een voorbeeld van een belangrijk strijdtoneel is het Oostfront tijdens de Tweede Wereldoorlog.

## Term
De term is te herleiden naar het Latijnse theatrum belli, dat letterlijk 'oorlogstheater' betekent en stamt uit de zeventiende eeuw. De term is in de meeste talen een leenvertaling, vergelijk bijvoorbeeld het Franse théâtre militaire, het Duitse Kriegsschauplatz (archaïsch: Kriegstheater) en het Engelse theater of war.
Het begrip strijdtoneel is vooral bekend geworden door Carl von Clausewitz, in wiens boek Vom Kriege het centraal staat. De eerste definitie is daar ook te vinden:
Hierbij moet men denken aan een deel van van het krijgsruim, waarvan de grenzen zijn beschermd, en wat dus een soort van onafhankelijkheid bezit. Deze bescherming kan bestaan uit forten, of belangrijke natuurlijke obstakels die het land opwerpt, of doordat het door een aanzienlijke afstand wordt gescheiden van de rest van de oorlogsruimte. – Een dergelijk deel is niet zomaar een stukje van het geheel, maar een klein geheel op zich; en bijgevolg is het min of meer in een zodanige toestand dat veranderingen die plaatsvinden op andere punten in de oorlogszetel er slechts een indirecte en geen directe invloed op hebben. Om hier een goed beeld van te geven, mogen we veronderstellen dat in dit deel een opmars wordt gemaakt, terwijl in een ander deel een terugtocht plaatsvindt, of dat op het ene deel een leger defensief optreedt, terwijl een offensief wordt uitgevoerd in een ander deel. Deze omschrijving is niet universeel toepasbaar; het wordt hier alleen gebruikt om het onderscheid aan te geven.— Carl von Clausewitz in Vom Kriege (vrij vertaald)

## Gevechtszone en verbindingszone
Zoals oorlogsgebieden worden onderverdeeld in strijdtonelen, kan een strijdtoneel weer verder worden onderverdeeld. Aan de zijde waar wordt gevochten bevindt zich de gevechtszone (NAVO-term: combat zone) en aan de achterzijde bevindt zich de verbindingszone (NAVO-term: communications zone). In de gevechtszone voeren de legergroepen met hun eenheden (de veldlegers, legerkorpsen, divisies en brigaden) gevechten en operaties uit. In de verbindingszone bevinden zich onder meer de routes in en uit het gebied en centrale bevoorradingsvoorzieningen. Elk strijdtoneel heeft zijn eigen operatiebasis en zijn eigen operatielijnen die eindigen in de verbindingszone.